# الفخ المزدوج (فلم)
الفخ المزدوج (الروسية: Двойной капкан، رومنة: Dvoynoy kapkan) (باللاتفية: Dubultslazds) هو فيلم جريمة سوفيتي صدر في عام 1986، من إخراج ألويش برينش ويدور حول مجموعة من المجرمين في ريغا.   

## القصة
تدور الأحداث في ريغا عاصمة جمهورية لاتفيا الاشتراكية السوفياتية. تقوم منظمة إجرامية بتصدير الأعمال الفنية بشكل غير قانوني إلى الغرب، بالإضافة إلى بيع الأدبيات المناهضة للسوفييت وأشرطة الفيديو الإباحية. يتخفى شرطي في محاولة لتقديم العصابة إلى العدالة.